# Anuketemheb
Anuketemheb („Anuket ünnepe”) ókori egyiptomi hercegnő és királyné a XIX. vagy a XX. dinasztia idején. Egyetlen leletről ismert, a Királyok völgye 10 sírból előkerült vörösgránit szarkofágfedélről, amely eredetileg az ő számára készült, de később átalakították Amenmessze fáraó anyja, az ebbe a sírba temetett Tahát számára. Anuketemheb címei szerint „a király leánya”, „a király felesége”, „nagy királyi hitves”. Nem sikerült ugyan ebből a korszakból ilyen nevű hercegnőt vagy királynét azonosítani, de a luxori templom II. Ramszesz által épített első udvara nyugati falán, a hercegnők listáján szerepel egy hölgy, akinek a neve csak töredékesen maradt fenn, és em-hebre végződik; lehetséges, hogy őt ábrázolja.